# Oberkirch (Suíça)
Oberkirch é uma comuna da Suíça, no Cantão Lucerna, com cerca de 2 970 habitantes. Estende-se por uma área de 10,95 km², de densidade populacional de 271 hab/km². Confina com as seguintes comunas: Buttisholz, Eich, Grosswangen, Mauensee, Nottwil, Schenkon, Sursee.
A língua oficial nesta comuna é o alemão.